# 彭华岗
彭华岗（1962年10月—），男，汉族，江苏溧阳人，中华人民共和国政治人物。曾任国务院国有资产监督管理委员会党委委员、秘书长。